# Georgi Kassabow (Biathlet)
Georgi Kassabow (bulgarisch Георги Касабов; * 6. Oktober 1978 in Samokow, Bulgarien) ist ein früherer bulgarischer Biathlet.
Georgi Kassabow lebt in Samokow. Er startet für Slavia Sofia und begann 1990 mit dem Biathlonsport. 1997 bestritt er in Oberhof mit einem Sprint sein erstes Rennen im Biathlon-Weltcup und wurde 96. An selber Stelle erreichte er mit Rang 54 in einem Verfolgungsrennen 1999 sein bestes Ergebnis in einem reinen Weltcuprennen.
Erstes Großereignis wurden 1997 die Junioren-Weltmeisterschaften in Forni Avoltri, wo er 46. wurde. 1998 startete Kassabow in Nagano bei seiner ersten internationalen Meisterschaft im Leistungsbereich, den Olympischen Winterspielen, bei denen der Bulgare die Ränge 67 im Einzel und 57 im Sprint belegte. 2000 nahm er an den Biathlon-Europameisterschaften in Zakopane teil und wurde 23. im Einzel, 17. im Sprint und 18. der Verfolgung. Kurz darauf trat er am Holmenkollen in Oslo auch bei den Biathlon-Weltmeisterschaften 2000 an und lief auf die Plätze 84 im Einzel und 81 im Sprint. Auch im Jahr darauf nahm er zunächst an den Europameisterschaften teil und wurde in Haute-Maurienne 45. im Sprint, 37. im Einzel und beendete das Einzel nicht.
Auch bei den Biathlon-Weltmeisterschaften 2001 in Pokljuka wurde Kassabow eingesetzt, bei denen er 53. im Einzel und 85. im Sprint wurde. In Salt Lake City konnte der Bulgare 2002 zum zweiten Mal an den Olympischen Spielen teilnehmen, bei denen er 65. des Einzels wurde, 60. des Sprints und 56. der Verfolgung. Letztes Großereignis wurden die Biathlon-Europameisterschaften 2002 in Kontiolahti. In Finnland erreichte er sowohl im Sprint wie auch in der Verfolgung den 40. Platz. 2003 bestritt er in Obertilliach bei einem Rennen im Biathlon-Europacup sein letztes internationales Rennen.

## Biathlon-Weltcup-Platzierungen
Die Tabelle zeigt alle Platzierungen (je nach Austragungsjahr einschließlich Olympische Spiele und Weltmeisterschaften).
- 1.–3. Platz: Anzahl der Podiumsplatzierungen
- Top 10: Anzahl der Platzierungen unter den ersten zehn (einschließlich Podium)
- Punkteränge: Anzahl der Platzierungen innerhalb der Punkteränge (einschließlich Podium und Top 10)
- Starts: Anzahl gelaufener Rennen in der jeweiligen Disziplin

| Platzierung         | Einzel | Sprint | Verfolgung | Massenstart | Staffel | Gesamt |
| ------------------- | ------ | ------ | ---------- | ----------- | ------- | ------ |
| 1. Platz            |        |        |            |             |         |        |
| 2. Platz            |        |        |            |             |         |        |
| 3. Platz            |        |        |            |             |         |        |
| Top 10              |        |        |            |             |         |        |
| Punkteränge         |        |        |            |             |         |        |
| Starts              | 16     | 35     | 2          |             |         | 53     |
| Stand: Karriereende |        |        |            |             |         |        |